# Chillingham Castle

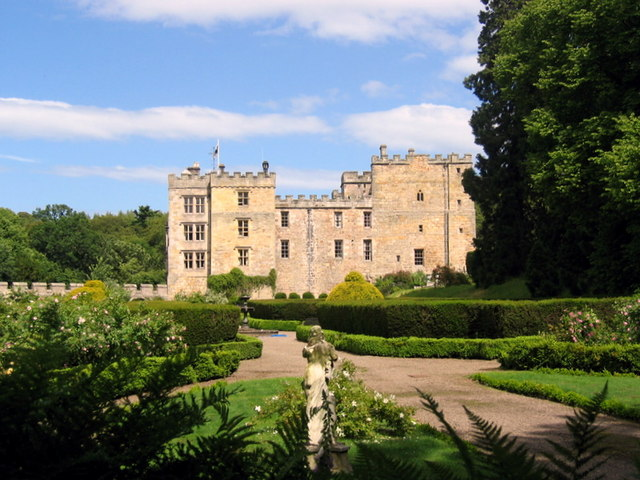
Chillingham Castle, Südwestseite vom italienischen Garten aus gesehen

Chillingham Castle ist ein englisches Schloss in Chillingham, Northumberland, dessen Ursprünge auf eine mittelalterliche Burg zurückgehen. Die Anlage steht an der rechten Seite des Tills, etwa eine Meile vom Ufer entfernt. In seiner mehr als 700-jährigen Geschichte sah das Schloss solch hochgestellte Besucher wie die englischen Könige Heinrich III. und Edward VIII. Auch Karl I. von England war dort zu Gast: Im Jahr 1648 verbrachte er dort drei Tage, ehe er von seinen Gegnern gefangen genommen und hingerichtet wurde. Und Jakob I. machte 1603 auf dem Weg zu seiner Krönung in London in Chillingham Castle Station.
Das Schloss liegt nur 18 Kilometer nordwestlich von Alnwick Castle und 15 Kilometer südwestlich von Bamburgh Castle. Es wurde von English Heritage am 21. September 1951 als Grade I eingestuft. Seine Gärten und sein weitläufiger Schlosspark sind für die Öffentlichkeit zugänglich. Auch ein Teil der Innenräume steht Besuchern für Besichtigungen offen.

## Beschreibung

### Gebäude

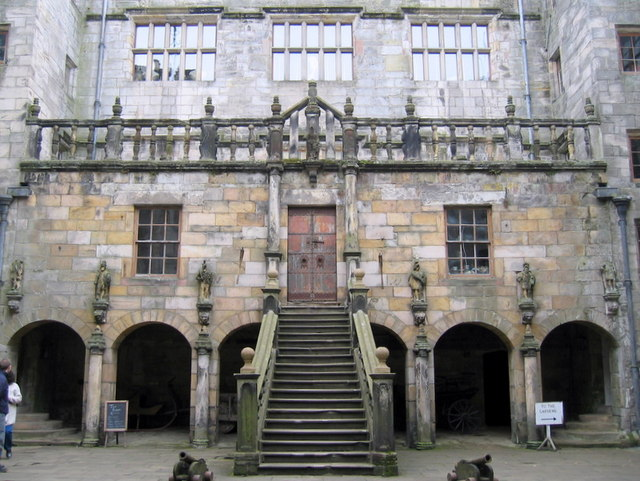
Hofseitige Fassade des Südflügels mit Freitreppe

Chillingham Castle ist eines von nur zwei sogenannten quadrangular castles in Northumberland, das heißt eine geschlossene Vierflügelanlage vom Kastelltypus mit quadratischen Ecktürmen, die einen rechteckigen Innenhof umschließt. Die Außenmaße der Kernburg betragen etwa 40 mal 35 Meter. Ihr westlicher und südlicher Eckturm besitzen vier Geschosse, während die Türme an der östlichen und nördlichen Ecke nur drei Geschosse hoch sind. Die sie verbindenden Gebäudeflügel sind dreigeschossig. Sämtliche Gebäudeteile sind von einem zinnenbewehrten Wehrgang abgeschlossen, besitzen jedoch nicht die für jene Zeit typischen Maschikulis. Die Kellergeschosse weisen mit Ausnahme des Nordflügels allesamt Tonnengewölbe auf. In den Erdgeschossen finden sich indes Korbbogen- und Kreuzrippengewölbe. An der Ostseite des Hauptgebäudes schließt sich ein Wirtschaftsflügel aus dem späten 19. Jahrhundert an.
Das Portal an der Nordseite des Schlosses wird von dekorativen toskanischen Säulenpaaren umrahmt. Ob sich der Haupteingang von je her an dieser Seite der Anlage befunden hat, ist in der Literatur umstritten, einige Publikationen geben an, dass er ursprünglich an der Südseite lag.
Die vier Gebäudeflügel Chillinghams umfassen einen 20 mal 17 Yards (etwa 18,3 mal 15,5 Meter) großen Innenhof, in dessen Ecken schmale Treppentürme stehen. Die hofseitige Fassade des Südflügels besitzt im Erdgeschoss eine Arkade mit römischen Säulen, die Inigo Jones zugeschrieben wird. Eine Freitreppe, die bis 1752 einen Wassergraben überbrückte, führt von dort in den ersten Stock des Südflügels.

### Innenräume
In Chillingham Castle sind zwei unterschiedliche Stile der Inneneinrichtung präsent: zum einen die gotische Ausstattung der schon im Mittelalter existierenden Räume und zum anderen die Einrichtung der Prunkräume und Appartements vom Beginn des 17. Jahrhunderts.

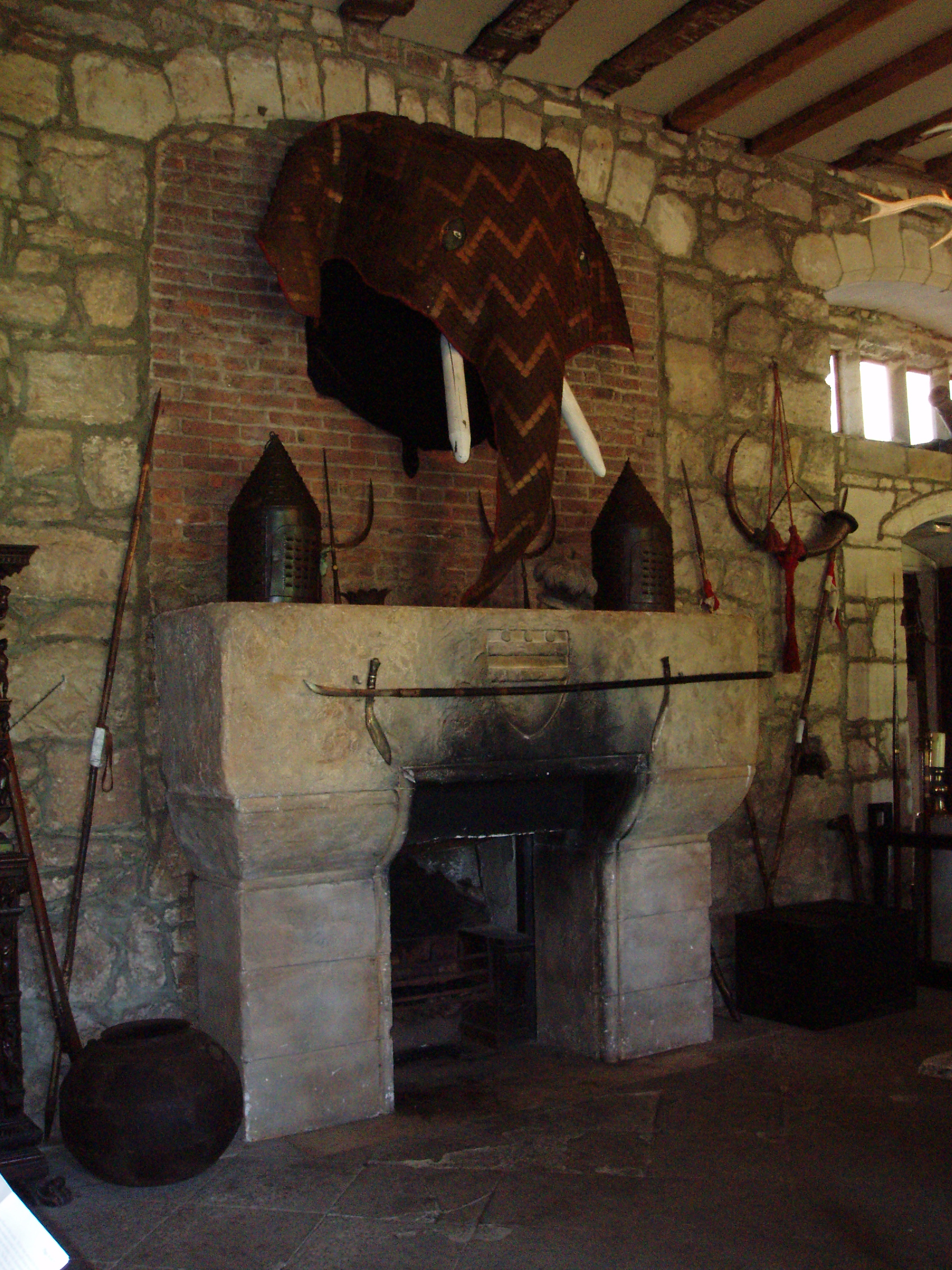
Einer der zwei Kamine im großen Festsaal

Zu den mittelalterlichen Räumen zählt der einstige Festsaal im Ostflügel, die sogenannte Minstrels’ Hall mit ihrer balustradengeschmückten Galerie und zwei mächtigen Kaminen, sowie die Schlosskapelle im ersten Geschoss des Ostturms, die erst 1988 bei Renovierungsarbeiten wiederentdeckt wurde. Sie diente zeitweilig als Bibliothek. Als ältester Repräsentationsraum der Anlage gilt der Raum Edwards I., der seinen Namen einem Besuch des englischen Königs Edward I. im Jahr 1298 verdankt. Dieser übernachtete in der damaligen Burg auf seinem Weg zur Schlacht bei Falkirk gegen die von William Wallace angeführten schottischen Truppen. Das gotische Fenster an der zum Garten zeigenden Wand des Zimmers wurde vielleicht von William of Durham entworfen, der auch den Krönungsstuhl in Westminster Abbey entwarf. An der Wand hängt dort die aus dem 14. Jahrhundert stammende License to crenellate, die königliche Erlaubnis für den damaligen Schlossbesitzer, sein Haus zu befestigen. In einem Geheimfach rechts des Fensters in der Nordwand wurden bei der jüngsten Restaurierung des Schlosses 125 Dokumente aus Elisabethanischer Zeit gefunden.
Von der mittelalterlichen Vergangenheit des Schlosses zeugen auch einige schmale Gänge in den dicken Außenmauern der Schlossflügel. Sie sind heutzutage jedoch fast alle verfüllt, um die Mauern in der Frühen Neuzeit weniger anfällig für Kanonenfeuer zu machen.
Viele der Räume im südöstlichen Schlossflügel wurden anlässlich eines Besuchs Jakobs I. eingerichtet. Dazu zählt beispielsweise der große Great Hall genannte Festsaal in der ersten Etage. Er besitzt einen mit Steinfliesen bedeckten Fußboden und unbehandelte Steinwände. Den oberen Abschluss des Raums, der durch zwei monumentale Kamine beheizt werden konnte, bildet eine Balkendecke. Die großen gartenseitigen Sprossenfenster stammen aus dem 18. Jahrhundert. Weitere Zimmer, deren Ausstattung vornehmlich aus der Zeit Jakobs I. stammt, sind die königlichen Appartements. Sie bestehen aus drei aufeinanderfolgenden Zimmern. Im Salon mit Namen James I Room kann der Besucher eine vergoldete und mit geometrischen Mustern verzierte Stuckdecke besichtigen. Seine Wände sind mit gemusterten Seidentapeten bespannt, die ursprünglich für Chatsworth House gefertigt wurden. Der darauf folgende Plaque Room dient heute als Bibliothek. Über seinem Kamin findet sich ein sehr anschauliches Beispiel für aufwändiges Stuck-Bandelwerk aus dem 17. Jahrhundert, welches das Wappen der Familie Grey umgibt. Letztes Zimmer in der Abfolge ist das neue Speisezimmer (englisch: new dining room) mit seiner gelben Seidentapete, das früher als königliches Schlafzimmer genutzt wurde.

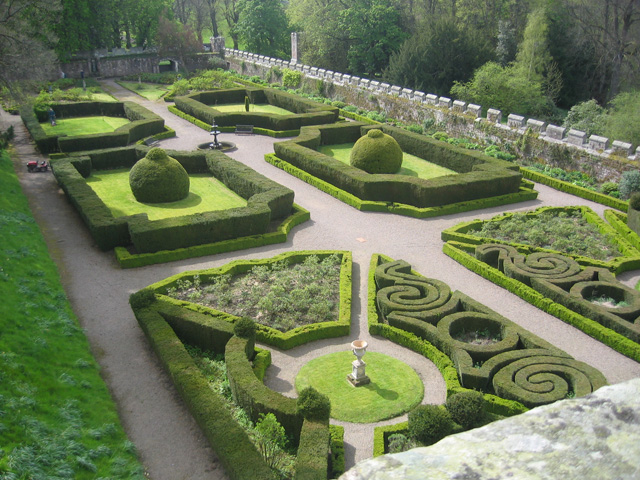
Der Renaissancegarten

### Gärten und Park
Chillingham Castle liegt inmitten eines 1.500 Acre großen Parks (Chillingham Parc), der seit dem 13. Jahrhundert von einer Mauer umgeben ist. Große Teile der Waldböden sind mit Blumen bepflanzt und entsprechend den Jahreszeiten mit bunten Blütenfloren bedeckt. Auf dem Gelände lebt seit Jahrhunderten die einzige noch existierende Herde von wilden Chillingham-Rindern, die rund 100 Tiere umfasst (Stand: 2020).
Südlich und westlich des Schlosses liegen die rekonstruierten Schlossgärten. Der italienische Renaissancegarten an der Westseite ist mit einer 15 Fuß dicken Umfassungsmauer begrenzt und durch formelle Parterres strukturiert. Die ihn schmückenden Urnen und Statuen sind moderne Nachbildungen. Der südlich gelegene Teil des Schlossgartens ist ein Englischer Landschaftsgarten nach Plänen des berühmten Landschaftsarchitekten Capability Brown.

## Geschichte

### Anfänge und mittelalterlicher Ausbau
Das heutige Schloss besaß einen Vorgängerbau aus dem 12. Jahrhundert an gleicher oder nahe gelegener Stelle. Dabei handelte es sich um einen sogenannten Pele Tower, ein meist dreistöckiges Tower House, das als Wehr- und Wachturm die englische Grenze von Northumberland zum benachbarten Schottland sicherte und im Besitz der Family Vescy war. Der einfache Landsitz sah im Jahr 1255 den englischen König Heinrich III. als Übernachtungsgast, ehe er 1296/97 im Zuge der blutigen Grenzkonflikte zwischen Schottland und England von schottischen Kämpfern angegriffen wurde. Die Familie Vescy verpfändete den Besitz zu Beginn der Regierungszeit Edwards III. an Sir Thomas Heton of Heton, oft auch Sir Thomas de Heton genannt, der 1329 alleiniger Eigentümer wurde. 1344 erhielt er vom König die Erlaubnis, die bisherige Anlage zu befestigen und ließ sie im 14. Jahrhundert zu einer quadratischen Anlage mit vier Ecktürmen und verbindenden Kurtinen ausbauen. Der Umbau war 1348 beendet.

### Umbauten und Erweiterungen im 16. und 17. Jahrhundert
Mit dem Tod William de Hetons am 23. September 1400 kam das Anwesen an seine drei Töchter Margaret, Jane und Elizabeth und von diesen nach 1426 an Sir Ralph Grey of Wark, dessen Familie die nachfolgenden rund 290 Jahre Eigentümerin war.
1536 flüchteten sich während der Pilgrimage of Grace Königstreue nach Chillingham Castle, woraufhin Sir Ingram Percy, der jüngere Sohn Henry Percys, des Earls of Northumberland, die Burg belagern ließ. Die Anlage wurde zu jener Zeit von Sir Robert Ellerker im Namen seines noch minderjährigen Sohns Ralph Grey verwaltet. Er konnte sie erfolgreich verteidigen, jedoch wurde sie im Zuge der Kämpfe stark beschädigt. Vielleicht sind die anschließend im gleichen Jahrhundert erfolgten Ausbauten auch ein Resultat dieser Beschädigungen.
Ab dem zweiten Viertel des 16. Jahrhunderts wurde unter Einbezug der südlichen Kurtine der heutige Südost-Flügel errichtet. Zur gleichen Zeit erfolgte die Einrichtung der großen Küche im Südwest-Flügel, der zuvor die Pferdeställe beheimatete. Vielleicht anlässlich des Besuchs König Jakobs VI. im Jahr 1603 kam es zur Umgestaltung der Nordfassade, bei der das Portal sein heutiges Aussehen erhielt. Nachweislich geschah dies in der ersten Hälfte des 17. Jahrhunderts.

### Vom 18. Jahrhundert bis in die Gegenwart

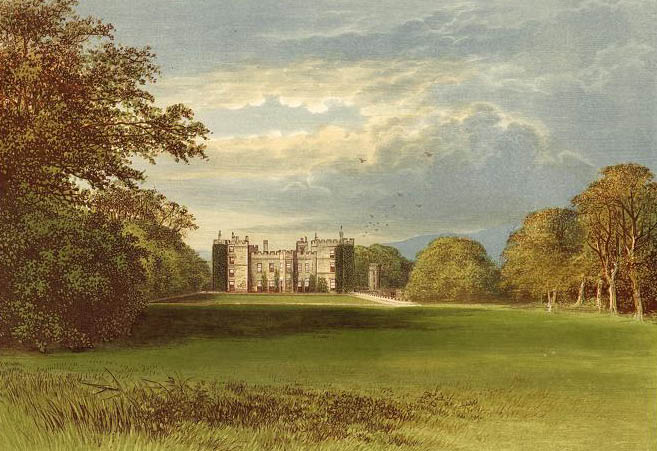
Chillingham Castle auf einem Gemälde von etwa 1880

Weitere, kleinere Veränderung folgten während des 18. Jahrhunderts. Letzte Bauarbeiten an der Anlage fanden im frühen 19. Jahrhundert statt, als unter John Paterson, einem Schüler Robert Adams, der Ostflügel umgebaut und ihm anschließend ein neuer Wirtschaftsflügel angeschlossen wurde. Ebenfalls in jene Zeit fällt die Anlage eines englischen Landschaftsgartens nach Entwürfen von Capability Brown. Der 1828 angelegte renaissancezeitliche Schlossgarten nach italienischen Vorbildern basierte auf Plänen von Sir Jeffry Wyatville, der kurz zuvor noch für den englischen König in Windsor Castle tätig war.
Als Ford Grey, erster Earl of Tankerville, Anfang des 18. Jahrhunderts starb, kam das Schloss mitsamt dem dazugehörigen Grundbesitz an den Ehemann von Fords Erbtochter Mary Grey. Sie hatte 1695 Charles Bennet, 2. Baron Ossulton geheiratet, der seinem Schwiegervater als Earl of Tankerville nachfolgte.
Nachdem die Gebäude ab 1933 nicht mehr bewohnt gewesen waren und deshalb leergestanden hatten, wurde das Schloss während des Zweiten Weltkriegs als Kaserne genutzt. In jener Zeit wurden viele Einrichtungs- und Ausstattungselemente aus Holz entfernt und von den Soldaten als Brennholz genutzt. Nach dem Krieg verfiel das Schloss. Wetterschäden und Vogelkot in den oberen Stockwerken waren ein Resultat der kriegsbedingten Metallknappheit – das bleierne Dach war entfernt worden. 1981 kaufte der Sohn von Evelyn Baring, 1. Baron Howick of Glendale, Sir Humphry Wakefield, dessen Frau Kate aus der Grey-Familie stammt, das heruntergekommene Anwesen. Unter seiner Regie wird das Schloss seitdem sukzessive restauriert.

### Heutige Nutzung
In Chillingham Castle ist heute ein Schlossmuseum untergebracht, das von Ostern bis Ende Oktober geöffnet ist. Zu besichtigen sind neben Kuriositäten und vielen familiären Erinnerungsstücken der Schlosseigentümer eine Waffensammlung in der Eingangshalle sowie eine Folterkammer und ein Verlies, an dessen Wänden noch die eingeritzten Graffiti der einstigen Insassen zu sehen sind. Auch die Schlossgärten und die Spazierwege auf dem zum Schloss gehörigen Grundbesitz sind der Öffentlichkeit zugänglich.
Im ehemaligen Kutschenhaus und in Teilen des Schlosses sind heute Ferienappartements untergebracht. Zudem können diverse Schlossräume für Feste und Feierlichkeiten angemietet werden.
Chillingham wird von seinen Eigentümern als Geisterschloss vermarktet, in dem schon diverse Fernsehreportagen zu diesem Thema gedreht wurden. Zu den Schlossgeistern zählen unter anderem:
- der blaue Junge,  dessen qualvolle und ängstliche Schreie um Mitternacht zu hören sein sollen und der seinen Namen blauen Kleidungsstücken verdankt, die 1920 bei einem Kinderskelett gefunden wurden
- Lady Mary Berkley, die des Nachts im Schloss umherwandert, auf der Suche nach ihrem untreuen Ehemann, der mit ihrer Schwester durchbrannte
- die ehemaligen Wachen, deren Schritte und die klappernden Rüstungen immer dann zu hören sein sollen, wenn es dunkel wird.